# Чойбалсан (сомон)
Чойбалсан — сомон аймаку Дорнод, Монголія. Територія 10,1 тис. км², населення 3,0 тис. Центр — селище Хулстай, розташований на відстані 55 км від Чойбалсана та 711 км від Улан-Батора.

## Рельєф
Більшу частину території займає рівнина. Гори Цувраа (970 м), Сергелен (899 м), Іх унегт (956 м.), Улзийт (786 м.), Цагаантолгой (652 м), Дунд хярт (773 м). Річки Херлен, Улз, Ях, озера Хар, Цагаан, Хух, мінеральні води Утаат, Мінчуур.

## Клімат
Різкоконтинентальний клімат. Середня температура січня −22°С, липня +21°С. Протягом року в середньому випадає 200–280 мм опадів.

## Тваринний та рослинний світ
Водяться манули, аргалі, козулі, дикі кози, тарбагани, вовки, лисиці, зайці.

## Економіка
Свинець, асфальт, вугілля, хімічна та будівельна сировина

## Соціальна сфера
Школа, лікарня, сфера обслуговування.